# Chevalier (chevalerie)
Pour les articles homonymes, voir Chevalier et Chevaleresse.

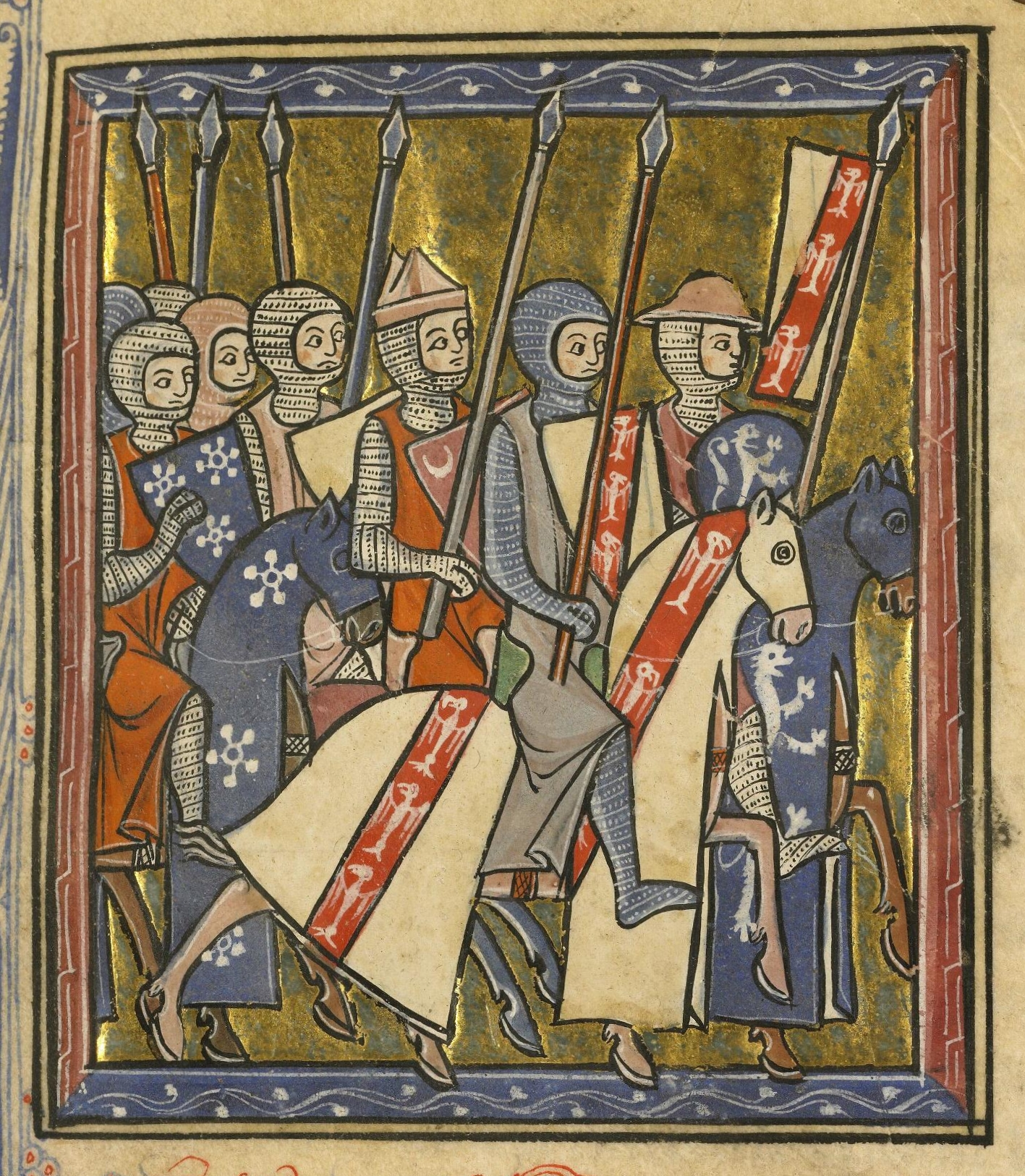
Miniature de 1287 représentant des chevaliers munis de leurs lances.

Le chevalier est, au sens littéral du terme, un combattant à cheval. Mais le titre de chevalier est aussi un titre honorifique militaire donné par un monarque ou un autre chef politique en récompense de services rendus. Bien que la chevalerie a, jusqu'à très récemment été considérée comme un phénomène uniquement masculin, il existe quelques exemples célèbres de chevaleresses.
Durant tout le haut Moyen Âge, la chevalerie était considérée comme une classe de noblesse inférieure. À la fin du Moyen Âge, le rang est associé aux idéaux de la chevalerie. Ces idéaux constituent alors un code de conduite pour le parfait guerrier chrétien courtois.
Souvent, le chevalier était un vassal qui servait de combattant pour un suzerain, avec un paiement sous forme de propriétés foncières.

## Origine
La chevalerie au Moyen Âge est étroitement liée à l'équitation et surtout à la joute depuis ses origines au XIIe siècle. Ce lien se reflète dans l'étymologie des mots chevalerie, cavalier et d'autres termes apparentés qui tirent leur origine du mot latin caballarius. Le terme chevalier est venu à être connu initialement au Moyen Âge comme un titre plus bas à celui d'un seigneur en titre (voir fief de haubert), mais plus tard en France sous l'ancien régime, devenue la désignation du rang supérieur de la noblesse (au-dessus de l'écuyer). À la fin du Moyen Âge, de nouvelles méthodes de guerre ont commencé à rendre obsolètes les chevaliers classiques en armure, mais les titres ont été conservés dans de nombreuses nations.
Aujourd'hui, plusieurs ordres de chevalerie continuent d'exister, tels que l'ordre équestre du Saint-Sépulcre de Jérusalem qui a pris la place laissée par l'ordre canonial régulier du Saint-Sépulcre, l'ordre anglais de la Jarretière, l'ordre royal suédois des Séraphins et l'ordre royal norvégien de Saint-Olav. Maintenant, ces ordres sont centrés sur la charité et ne sont pas les ordres militaires d'autrefois. Chacun de ces ordres a ses propres critères d'admission. Un chef d'État ou un monarque accorde généralement la chevalerie à des personnes sélectionnées en reconnaissance de ces mérites ou pour un service non militaire rendu au pays.
Historiquement, les idéaux de chevalerie ont été popularisés dans la littérature médiévale, particulièrement par les cycles littéraires connus sous le nom de Matière de France ou Cycle carolingien concernant les compagnons légendaires de Charlemagne et la Matière de Bretagne notamment les légendes du Roi Arthur.

## Les différents statuts de chevalerie
Il y a quatre sortes de chevaliers : le chevalier régulier, le chevalier militaire, le chevalier honoraire et le chevalier social.

« La chevalerie reguliere, est celle des Ordres Militaires où l'on s'engage de prendre un certain habit, de porter les armes contre les Infidèles, de favoriser les Pèlerins allant aux lieux Saints, et de servir aux Hôpitaux où ils doivent être reçus. La Militaire est celle des anciens Chevaliers qui s'acquéroit par des hauts faits d'armes. On les appelloit Milites dans les anciens titres. Les Princes même se saisoient recevoir Chevaliers ; on leur ceignoit l'épée, et on leur chaussoit les éperons dorés. L'Honoraire est celle que les Princes confèrent aux autres Princes & aux premiers de leur Cour. La Sociale enfin est celle qui n'est point autorisée qui se forme dans quelques circonstances & qui ne subsiste plus après. »

### Chevalier régulier

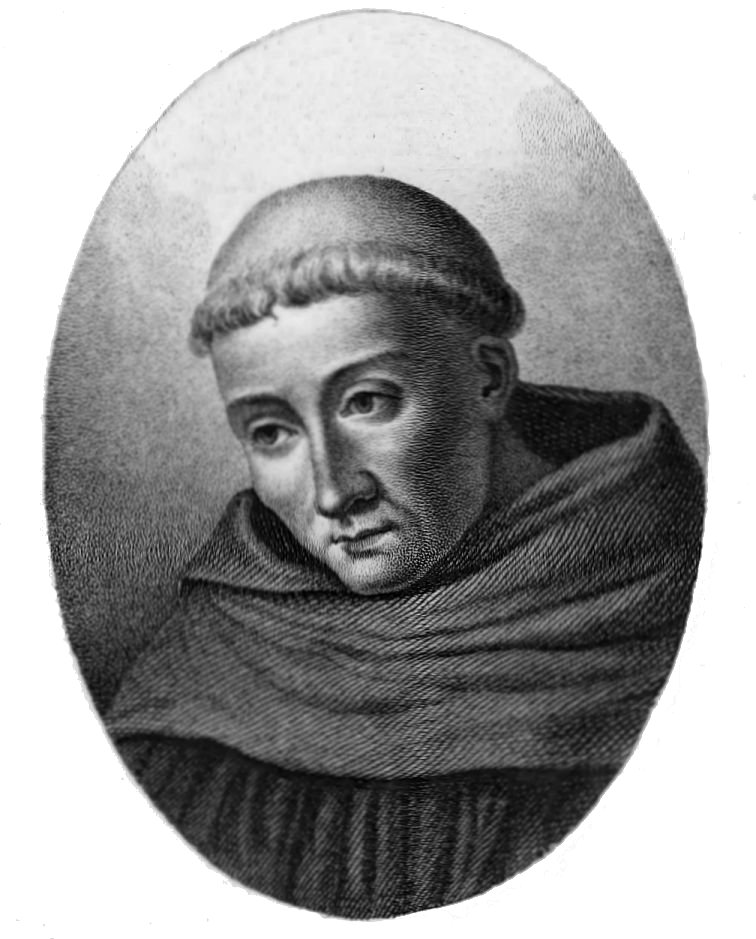
Bernard de Clairvaux.

Le chevalier régulier, que Bernard de Clairvaux appelle « chevalier du Christ » (miles Christi) et distingue du « chevalier du siècle » (miles saeculi),, est un chevalier qui appartient à un ordre religieux-militaire. Ces ordres, apparus au Moyen Âge, à commencer par l'ordre du Temple fondé vers 1120, sont notamment caractérisés par l’assujettissement à une règle, au sens du « texte qui fixe les engagements religieux, les usages conventuels et les devoirs du nouveau frère à l'instant de sa profession dans l'ordre », et par la prononciation de vœux, dont ceux d'obéissance, de pauvreté et de chasteté,. Ces règles sont inspirées soit de celle de saint Benoît, s'adressant aux moines retirés dans un monastère, soit de celle de saint Augustin, destinée à ceux agissant dans le siècle.
Ces références au mode de vie monastique ont suscité de nombreux débats parmi les chercheurs autour de la notion de « moine-soldat ». Cette expression est souvent employée par les spécialistes pour caractériser ces « chevaliers du Christ »,, certains auteurs en attribuant la paternité à Bernard de Clairvaux. La pertinence de cette expression, plus particulièrement le caractère monastique de ces chevaliers, est cependant discutée. Si Desmond Seward et Laurent Daillez estiment que les Templiers sont avant tout des moines,, James Brodman considère qu'il convient de distinguer les ordres militaires monastiques, d'inspiration bénédictine, de ceux hospitaliers, d'inspiration augustinienne. Selon Alain Demurger, « les Templiers ne sont pas des moines, mais des religieux de type militaire ». Sam Zeno Conedara propose de parler plutôt de « chevaliers ecclésiastiques », pour souligner le fait que ces chevaliers ne désiraient pas quitter le mode de vie guerrier, mais le consacrer.

### Chevalier militaire
Le chevalier militaire est un chevalier laïc qui participe à un ordre de chevalerie comme ceux constitués en Europe par un suzerain.

### Chevalier honoraire
Le chevalier honoraire est un chevalier qui participe d'un ordre honorifique. Ils servent à honorer ceux que les princes veulent distinguer.

### Chevalier social
Le chevalier social est un chevalier qui participe d'un pseudo-ordre ou ordre de fantaisie.

## Chevaliers célèbres

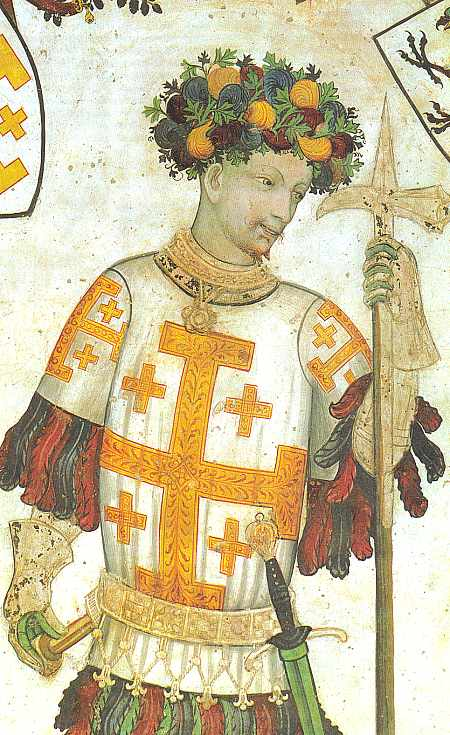
Godefroy de Bouillon en tenue de Héraut aux armes du royaume de Jérusalem.

Liste non exhaustive de chevaliers célèbres :
- Godefroy de Bouillon ;
- Guillaume II des Barres, le héros de Bouvines ;
- Geoffroi de Charny ;
- Le Cid ;
- Bayard ;
- Bertrand du Guesclin ;
- Charles d'Éon de Beaumont
- Guillaume le Maréchal, "le meilleur chevalier du monde"

## Chevaleresses
Si la chevalerie est un phénomène très majoritairement masculin, il ne le fut pas exclusivement comme le rappelle les écrits d'Orderic Vital. Du XIIe au XVe siècle, un certain nombre de femmes de l’aristocratie, telle que Mathilde de Toscagne, furent connues et remarquées pour avoir pris un temps les armes pour défendre leur château, leur domaine, ou leur lignage dans différents confins de l'Europe médiévale.
Les chevaleresses ont existé en Europe tout au long du Moyen Âge, mais c’est surtout dans l'empire Plantagenêt que cette fonction était répandue. Cette valorisation des femmes combattantes disparaît progressivement à la Renaissance et les chevaleresses seront surtout tournées en dérision. La présence des chevaleresses sur les champs de bataille est avérée jusqu'au XVe siècle.